# Гацві
Гацві (івр. הצבי, також Hatzevi та Hazewi, буквально «Газель» чи «Олень») — івритомовна газета, видана в Єрусалимі з 1884 по 1914 роки Елізером Бен-Єгудою, піонером відродження івриту як розмовної мови.

## Історія
Еліезер Бен-Єгуда прагнув заснувати свою власну газету, проте було важко отримати ліцензію у турецької влади, якій тоді належала Палестина. Ліцензію на газету Гацві (Олень) мав рабин Гіршензон, що віддав її в аренду Бен-Єгуді. Перші номери Еліезеру Бен-Єгуді довелося набирати вручну газету самостійно, оскільки набірники погано знали іврит і робила багато помилок.
Перше число ГаЦві вийшло 24 жовтня 1884 року. Він починався як щотижнева газета, а згодом переріс у щоденну. У 1909 році газета мала максимальний наклад у 1200 примірників, 500 розповсюджених в Єрусалимі.
Гацві зробив революцію у видавництві газет на івриті в Єрусалимі, запровадивши світські питання та методи сучасної журналістики, особливо після того, як Ітамар Бен-Аві, син Бен-Єгуди, приєднався до газети. Під впливом французької преси Бен-Аві привніс сенсаційні заголовки та стиль репортажів, який відрізнявся від газет старої школи. Гацві став органом Нового Ішува (додержавної єврейської громади), оскільки були засновані перші єврейські сільськогосподарські колонії. Газета містила переклади французької літератури (раніше в перекладі з'являлася лише німецька література) та оригінальну єврейську прозу. Потреба в івритських словах для подання щоденних новин спонукала Бен-Єгуду розпочати свій життєвий проект зі складання івритського словника. Усе це відповідало гебраїстській ідеології, яка була на підйомі.

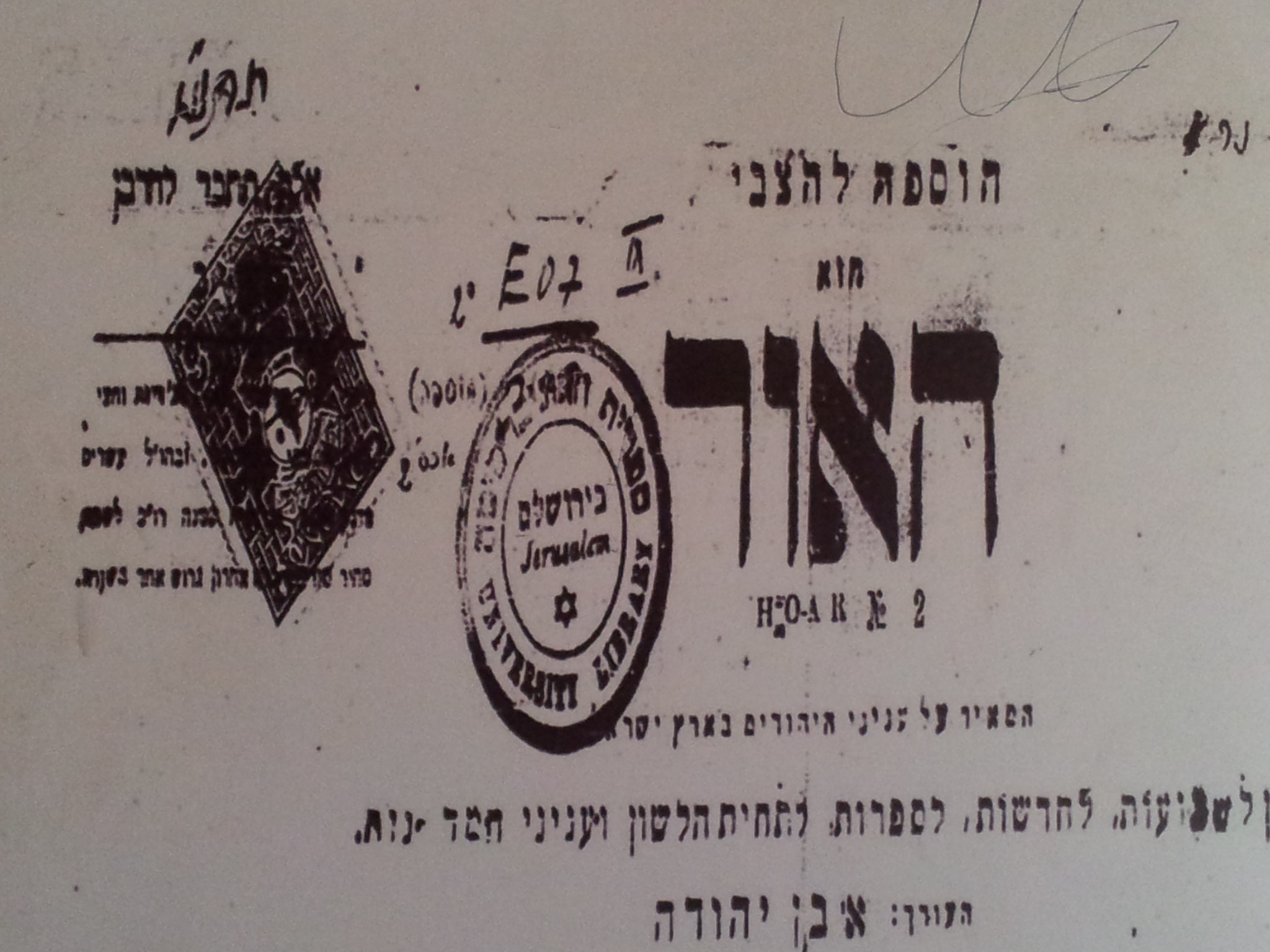
Головна сторінка HaOr

У 1908 році газета змінила свою назву на HaOr (האור, що означає «Світло»), через обмеження, пов'язані з ліцензією.